# Wervelwind
Een wervelwind is omhoog wervelende vochtige lucht die kan ontstaan in een onweersbui. De roterende lucht kan snelheden bereiken van een paar honderd kilometer per uur en zichtbaar worden als een trechtervormige uitstulping onder een wolk. Door het voortbewegen van de wolk met slurf en al kan een schadespoor ontstaan van soms meters en kilometers lengte.

## Stofhoos
Een stofhoos is een kleine, relatief zwakke wervelwind die op warme dagen kan ontstaan door convectie in de lucht boven een sterk opgewarmd oppervlak.
Door het warme oppervlak wordt het stof opgenomen in een hoos vandaar stofhoos.
Een stofhoos is een trechtervormige hoos die voor ongeveer 50% uit water bestaat en wordt meestal ook niet zo groot.

## Windhoos
Lichte wervelwinden, zoals die zich in Nederland en België voordoen, worden windhoos genoemd. Een windhoos is een wervelwind die vaak als een trechtervormige slurf onder een onweerswolk zichtbaar is. Vooral in de zomerperiode, maar soms ook in de winter, gaan buien zo nu en dan vergezeld van windhozen. De hoos trekt met de bui mee en kan een spoor van vernielingen achterlaten.

## Waterhoos
Een waterhoos is een windhoos die bij buien boven water optreedt en het land niet bereikt. De slurf raakt het wateroppervlak en zuigt het water op.

## Tornado
Een tornado is een wervelwind met zeer grote windsnelheden tot enkele honderden kilometers per uur en een diameter van enkele tientallen meters tot een paar kilometer, die meestal zichtbaar is doordat waterdamp condenseert in de wervel of doordat materiaal van het aardoppervlak wordt opgetild.